# جوناس ألسترومر
جوناس ألسترومر (بالسويدية: Jonas Alströmer)‏ (و. 1685 – 1761 م) هو رائد أعمال، ودبلوماسي، وتاجر سويدي، وكان عضوًا في الأكاديمية الملكية السويدية للعلوم، توفي عن عمر يناهز 76 عاماً.

## جوائز
حصل على جوائز منها:
- نيشان النجم القطبي - فارس من الرتبة الثانية.